# Giampiero Boniperti
Giampiero Boniperti (n. 4 iulie 1928, Barengo, Piemont, Italia – d. 18 iunie 2021, Torino, Italia) a fost un fotbalist italian care și-a dedicat întreaga carieră clubului Juventus Torino. El a mai jucat și pentru echipa națională de fotbal a Italiei. După retragere, a fost președintele lui Juventus și deputat în Parlamentul European.
Cu 182 de goluri în toate competițiile a fost cel mai bun marcator al lui Juventus timp de 40 de ani, recordul lui fiind doborât de Alessandro Del Piero pe 10 ianuarie 2006. El este al nouălea marcator din Serie A din toate timpurile și a fost trecut de Pelé pe lista FIFA 100 în martie 2004.